# 세우헤라드

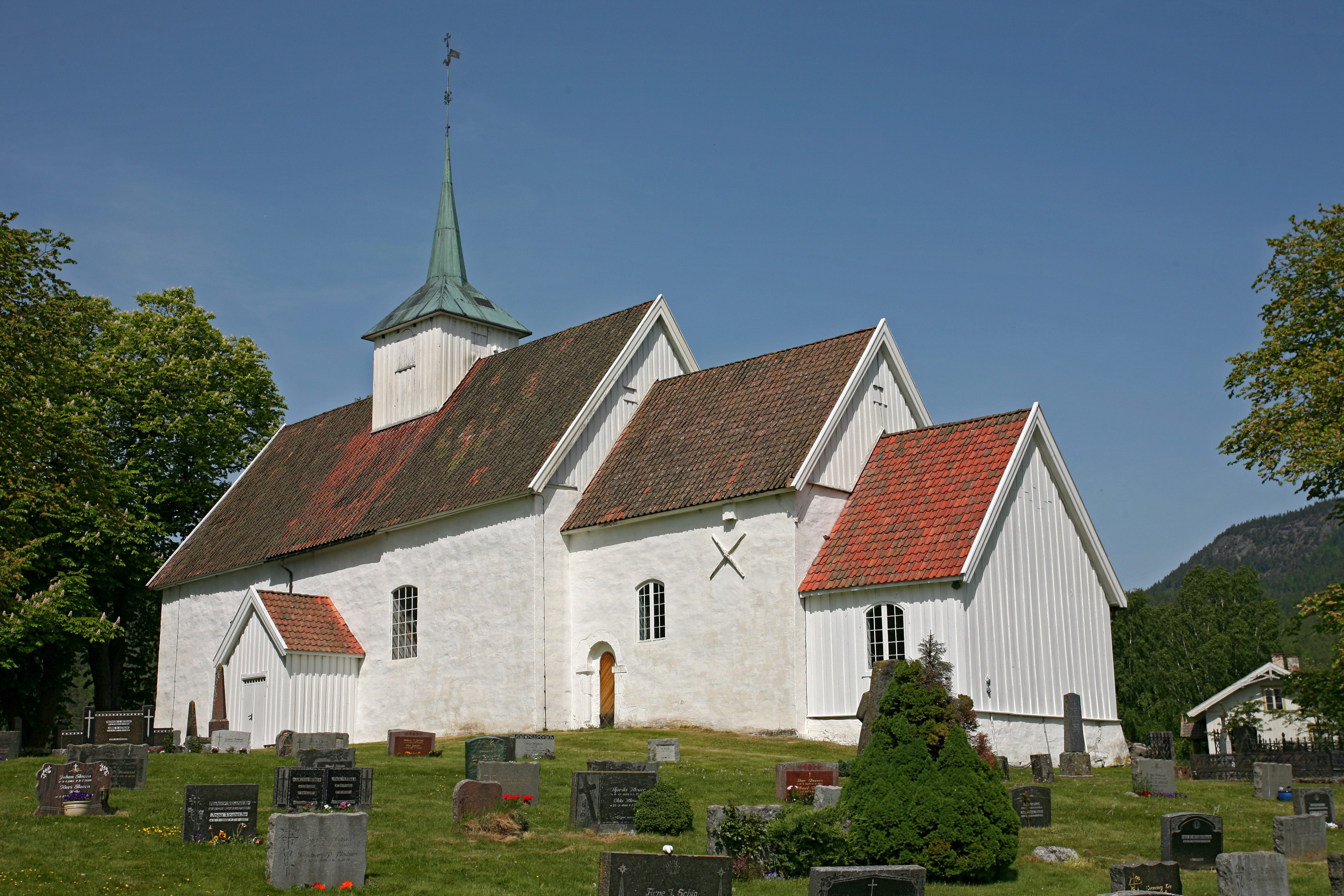
세우헤라드 교회

세우헤라드의 위치

세우헤라드(노르웨이어: Sauherad)는 노르웨이 텔레마르크주의 도시이자 지방 자치체로 행정 중심지는 아케르헤우겐(Akkerhaugen)이며 면적은 321km2, 인구는 4,351명(2004년 기준), 인구 밀도는 15명/km2이다.

시 문장